# Rio Turvo (Rio de Janeiro)
O Rio Turvo é um curso de água que banha o Sul do Estado do Rio de Janeiro.
Nasce na cidade de Valença, corta o município de Barra do Piraí e seu deságue é no Rio Paraíba do Sul.